# ГЕС-ГАЕС Erraguene
ГЕС-ГАЕС Erraguene — гідроелектростанція у Алжирі. Станом на 2017 рік найпотужніша в країні.
Гребля станції розташована за 225 км на схід від міста Алжир та за 30 км на південний захід від іншого середземноморського міста Джиджель. Її спорудили в уеді Джен-Джен, який тут тече у широтному напрямку на схід, перед тим як завернути на північ та прорватися крізь гори до свого гирла біля Джиджель. Долину уеду перекрили бетонною греблею висотою 83 метри та довжиною 543 метри, яка складається з розділених контрфорсами 11 арок. Споруда утримує водосховище об'ємом 250 млн м3, котре, окрім власного басейну (річний сток 50 млн м3), поповнюється за рахунок деривації:
- з півдня з приток уеду Кебір, який так само тече у широтному напрямку з наступним поворотом до Середземного моря, але далі на південь та на схід від уеду Джен-Джен (60 млн м3 на рік);
- із заходу з уеду Zentout (правобережна частина басейну уеду Agrioun, у якому вище по течії розташована друга за величиною ГЕС країни Chabet El Akra). На цьому напрямку частина води — 12 млн м3 на рік — подається самотоком, а 8 млн м3 за допомогою насосів.

Безпосередньо при греблі створена ГЕС, яку обладнали двома турбінами загальною потужністю 13,5 МВт, що працюють при напорі у 65 метрів. Крім того, тут встановлено два насоси, котрі забезпечують підйом води на висоту від 40 до 75 метрів. Робота в режимі гідроакумуляції забезпечується нижнім водосховищем об'ємом 1,6 млн м3, створеним в уеді Джен-Джен за допомогою зведеної за 2 км нижче по течії гравітаційної греблі висотою 30 метрів та довжиною 210 метрів.
Основне виробництво електроенергії комплексу забезпечується дериваційною схемою, яка з'єднує водосховище з машинним залом, розташованим на північ від нього на узбережжі Середземного моря біля селища Ziama-Mansouria. Під гірським масивом, що відділяє широтну долину уеду Джен-Джен від моря, прокладено тунель довжиною 13,5 км та діаметром 3,8 метра. На одній із ділянок він переходить глибоку долину через сифон довжиною 1800 метрів із діаметром 3 метри та перепадом висот 205 метрів.
Після балансуючої камери починається напірний водовід довжиною 940 метрів та діаметром 2,9 метра, який виводить до підземного машинного залу розмірами 86 × 13 метрів, розрахованого на розміщення трьох гідроагрегатів. Фактично тут встановили дві турбіни типу Пелтон потужністю по 50 МВт, що працюють при напорі у 600 метрів.
Проєктне річне виробництво електроенергії основної станції становить 138 млн кВт·год, а всього комплексу — 172 млн кВт·год.
Видача продукції з машинного залу Ziama-Mansouria відбувається по ЛЕП, що працює під напругою 150 кВ, тоді як пригребелева ГЕС приєднана до мережі лінією 60 кВ.